# Bandmanrill
 (juillet 2025).
Siril Pettus, plus connu sous le nom de Bandmanrill, est un rappeur et auteur-compositeur américain originaire de Newark, New Jersey. Il est considéré comme un pionnier de la scène hip-hop pour ce qui est de sa fusion des styles Jersey Club et de la Drill.

## Biographie
Il a commencé à rapper en 2020 pendant la pandémie de COVID-19. En avril 2021, il sort son morceau Heartbroken qui a été sélectionné par Pitchfork comme la « chanson rap incontournable du jour ». 
En novembre 2021, il sort un freestyle intitulé Tonight's Da Night Freestyle. 
En août 2022, il a sorti son single intitulé Real Hips, qui est décrit par Jon Caramanica du New York Times comme « une offre étonnamment succulente et agile du rappeur de Newark Bandmanrill qui met en évidence les lignes traversantes qui relient la musique Drill et la Jersey Club et musique de basse ». 
En octobre 2022, il sort son premier projet Club Godfather, qui contient des collaborations avec NLE Choppa, Lay Bankz, Skaiwater, Sha EK et DJ Swill B.
En novembre 2022, il a signé chez 100%Pure & Warner Music Group